# Inchenhofen
Inchenhofen là một đô thị ở huyện Aichach-Friedberg bang Bayern nước Đức. Đô thị Inchenhofen có diện tích 27,55 km², dân số thời điểm ngày 31 tháng 12 năm 2006 là 2460 người.